# Diocesi di Rieux

Mappa della diocesi di Rieux nel Settecento.

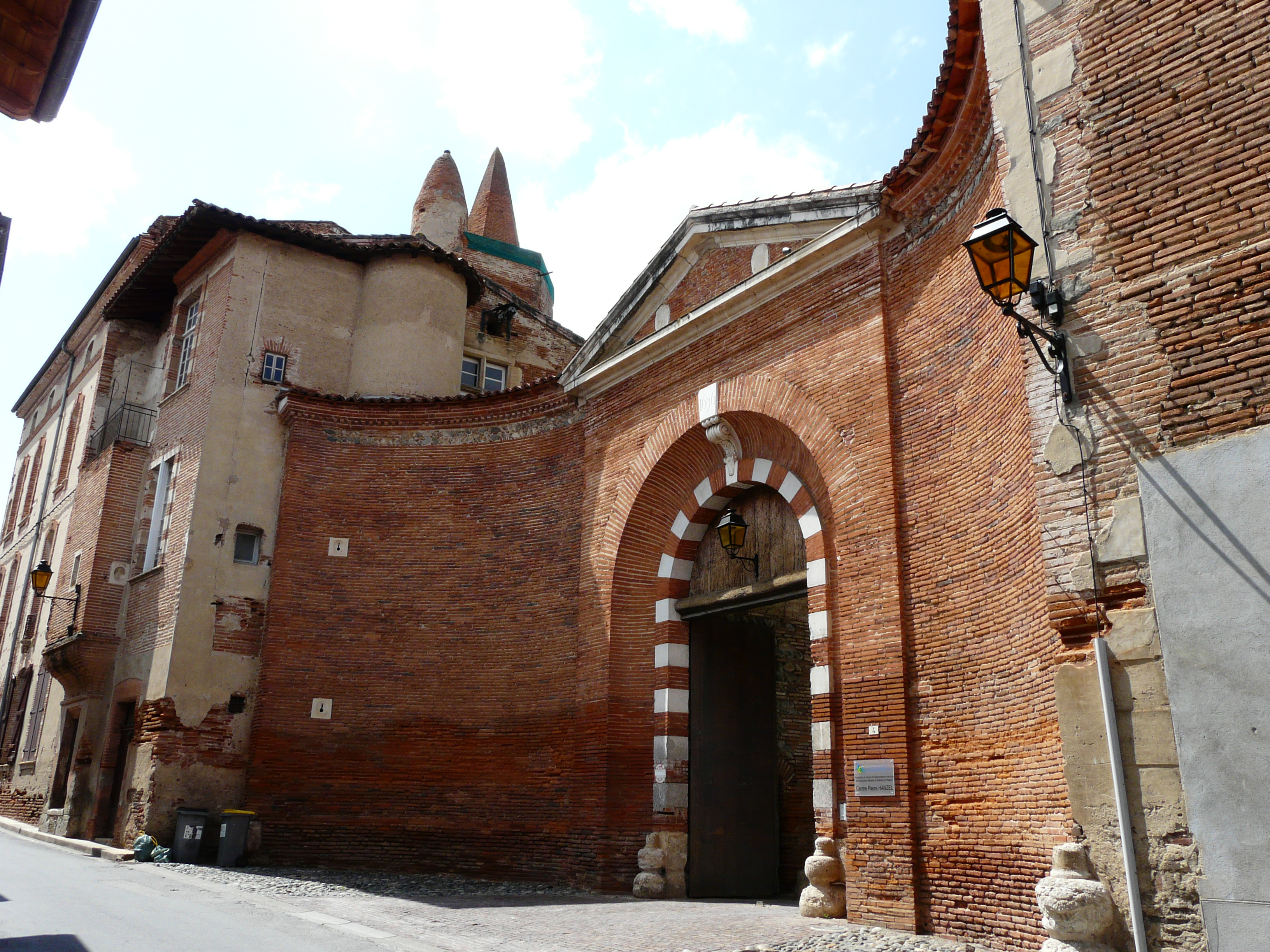
L'entrata della Maison Laguens, l'antico episcopio della diocesi.

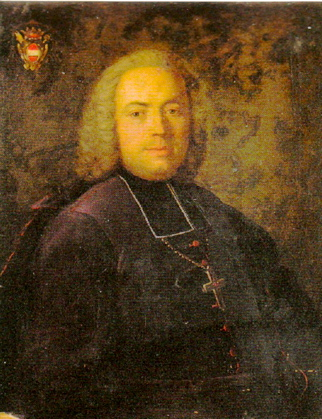
Pierre-Joseph de Lastic-Lescure, ultimo vescovo di Rieux, 1771-1801.

La diocesi di Rieux (in latino: Dioecesis Rivensis) è una sede soppressa della Chiesa cattolica.

## Territorio
La diocesi confinava a nord con la diocesi di Lombez e l'arcidiocesi di Tolosa, ad est con le diocesi di Pamiers e di Mirepoix, a sud con la diocesi di Couserans e ad ovest con quella di Comminges. Nella regione di Comminges, Rieux possedeva alcune enclavi.
Sede vescovile era la città di Rieux, oggi Rieux-Volvestre, nell'odierno dipartimento dell'Alta Garonna, dove fungeva da cattedrale la chiesa della Natività di Maria Vergine.
Nel 1747 la diocesi comprendeva 88 parrocchie.

## Storia
La diocesi fu eretta l'11 luglio 1317 con la bolla Salvator noster di papa Giovanni XXII, ricavandone il territorio dall'arcidiocesi di Tolosa, di cui divenne suffraganea.
Tra i vescovi di Rieux si ricordano in particolare: Pilfort de Rabastens, primo vescovo, che divenne cardinale del titolo di Sant'Anastasia; Pierre de Saint-Martial, che fu in seguito nominato arcivescovo di Tolosa; e Pierre d'Abzac de la Douze, che fu ambasciatore, arcivescovo di Rouen e poi di Narbona.
Agli inizi del XVI secolo si generò un piccolo scisma all'interno della diocesi, in quanto il capitolo della cattedrale non si mise d'accordo sulla scelta del vescovo e ne furono nominati due, che fecero di tutto per far valere le proprie ragioni e i propri diritti; lo scisma fu risolto d'autorità dalla Santa Sede con la nomina di Louis de Valtan.
Al vescovo Louis de Valtan si deve la ricostruzione del palazzo episcopale, distrutto da un incendio, e l'edificazione della possente torre esagonale che porta il suo nome (tour Valtan).
La diocesi fu soppressa in seguito al concordato con la bolla Qui Christi Domini di papa Pio VII del 29 novembre 1801 e il suo territorio incorporato in quello dell'arcidiocesi di Tolosa.
Dal 19 gennaio 1935 agli arcivescovi di Tolosa è concesso di aggiungere al proprio titolo quello di vescovi di Rieux.

## Cronotassi dei vescovi
- Pilfort de Rabastens, O.S.B. † (19 ottobre 1317 - 20 dicembre 1320 dimesso)
- Bertrand de Cardaillac † (27 febbraio 1321 - 20 luglio 1324 nominato vescovo di Cahors)
- Jean Tissandier, O.F.M. † (20 luglio 1324 - 1348 deceduto)
- Durand de la Capelle † (17 settembre 1348 - 15 maggio 1353 nominato vescovo di Maguelone)
- Jean Roger † (15 maggio 1353 - 18 gennaio 1357 nominato vescovo di Carpentras)
- Pierre de Saint-Martial † (18 gennaio 1357 - 12 dicembre 1371 nominato vescovo di Carcassonne)
- Jean de Lanta † (12 dicembre 1371 - prima del 1381 deceduto)
  - Amelius † (15 aprile 1381 - 9 settembre 1393 dimesso) (amministratore apostolico)
- Thomas † (9 settembre 1393 - 1401 deceduto) (antivescovo)
- Guillaume du Puy † (1401 - 18 settembre 1405 nominato vescovo di Mirepoix)
- Pierre Trousseau de Lévis, O.P. † (18 settembre 1405 - dicembre 1414 deceduto) (antivescovo)
- Gaucelme du Bousquet † (11 settembre 1416 - 1426 deceduto)
- Hugues de Roffignac † (11 dicembre 1426 - 1460 dimesso)
- Pierre Bonald † (9 aprile 1461 - 1462 deceduto)
- Geoffroy de Bazillac † (16 maggio 1462 - marzo 1480 deceduto)
- Pierre d'Abzac de la Douze, O.S.B. † (5 maggio 1480 - 1º giugno 1487 nominato vescovo di Lectoure)
- Hugues d'Espagne † (1º giugno 1487 - 1500 deceduto)
- Louis de Valtan † (28 aprile 1501 - 1517 deceduto)
- Gaspart de Montpezat † (29 gennaio 1518 - 1522 deceduto)
- Jean de Pins † (22 dicembre 1522 - 1º novembre 1537 deceduto)
- François du Bourg † (5 dicembre 1537 - 1568 deceduto)
- Jean-Baptiste du Bourg † (20 luglio 1575 - 31 dicembre 1602 deceduto)
- Jean de Bertier † (31 dicembre 1602 succeduto - 1620 deceduto)
- Jean-Louis de Bertier † (1620 succeduto - 17 aprile 1662 dimesso)
- Antoine-François de Bertier † (17 aprile 1662 - 29 ottobre 1705 deceduto)
- Pierre de Charrité de Ruthie † (13 settembre 1706 - 7 settembre 1718 deceduto)
- Alexandre de Jouanne de Saumery † (2 ottobre 1719 - 27 ottobre 1747 deceduto)
- Jean-Marie de Catelan † (29 gennaio 1748 - 27 marzo 1771 deceduto)
- Pierre-Joseph de Lastic-Lescure † (2 luglio 1771 - 1801 dimesso)
  - Sede soppressa